# Königswiesen (Schleswig)

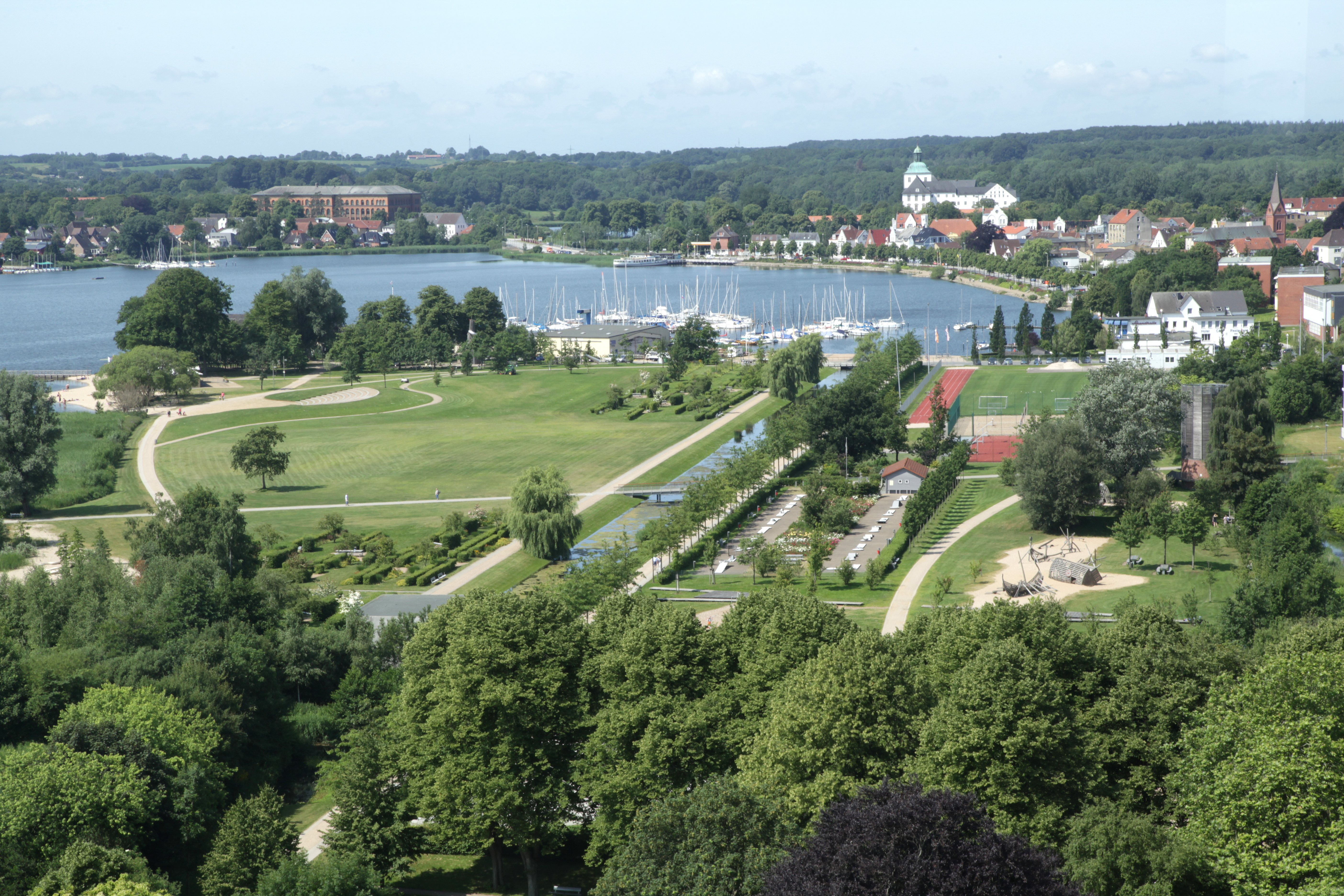
Die Königswiesen an der inneren Schlei, im Hintergrund das Schloss Gottorf und das Waldgebiet Tiergarten

Die Königswiesen (dänisch: Kongeengen, zum Teil wie im Deutschen auch im Plural Kongeengene, auch Kongens Enge) sind ein etwa 16 ha großer Stadtpark in der Stadt Schleswig. Der Park erstreckt sich westlich der Altstadt am Nordufer der Kleinen Breite der Schlei. Gegenüber den Königswiesen befindet sich die Möweninsel. Unmittelbar nördlich des Parks schließt sich das Stadtviertel Lollfuß (dä. Lolfod) an. Im Vorfeld der 2008 auf den Königswiesen durchgeführten Landesgartenschau wurde der Park landschaftsarchitektonisch neu gestaltet.
Zentrales gestalterisches Element ist der etwa 420 Meter lange Schleikanal, der den Park in west-östlicher Richtung durchschneidet und optisch den Schleswiger Dom mit dem Turm von Schloss Gottorf verbindet. Der Kanal mündet am westlichen Ende in die Schlei. Nördlich des Kanals steht ein etwa 14 Meter hoher Aussichtsturm. Der auf dem Gelände vorhandene Spielplatz ist als Wikinger-Spielplatz konzipiert. Im Westen befindet sich mit dem Louisenbad eine öffentliche Badestelle. Hier befinden sich auch zwei örtliche Segelklubs und der lokale dänische Ruderklub. Unweit hiervon befindet sich eine kleine Open-Air-Bühne (Schlei-Bühne). Mehrmals im Jahr ist der Park Austragungsort größerer Veranstaltungen wie beispielsweise der Wikingertage oder seit 2018 des Norden – The Nordic Arts Festivals.
Der Name geht vermutlich auf den dänischen König Svend Grathe zurück, der das Gelände 1155 in einem Schenkbrief der Stadt übereignete. Auf Svend Grathe geht vermutlich auch das erste Schleswiger Stadtrecht zurück.

## Bildergalerie

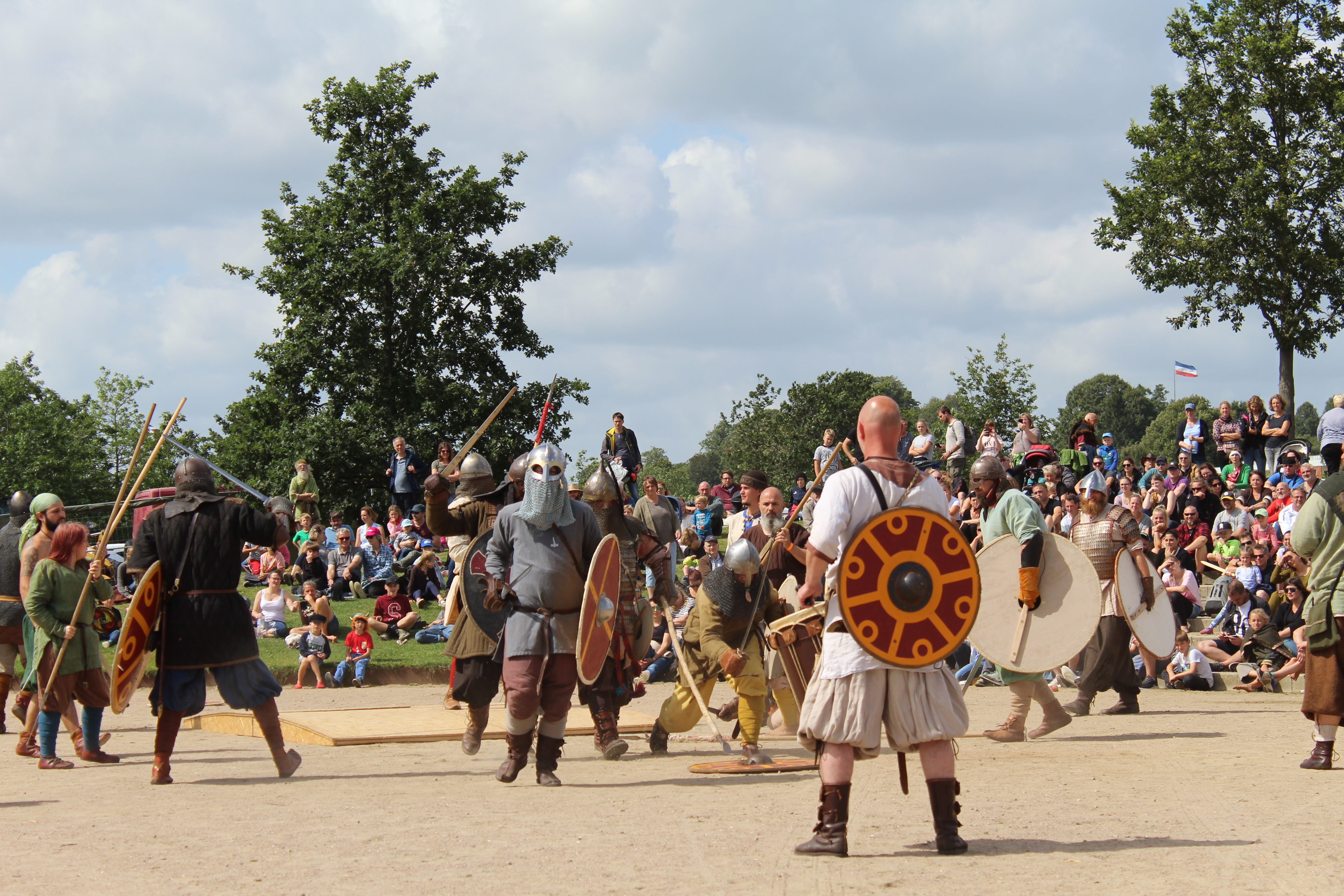
Turnier bei den Wikingertagen 2019
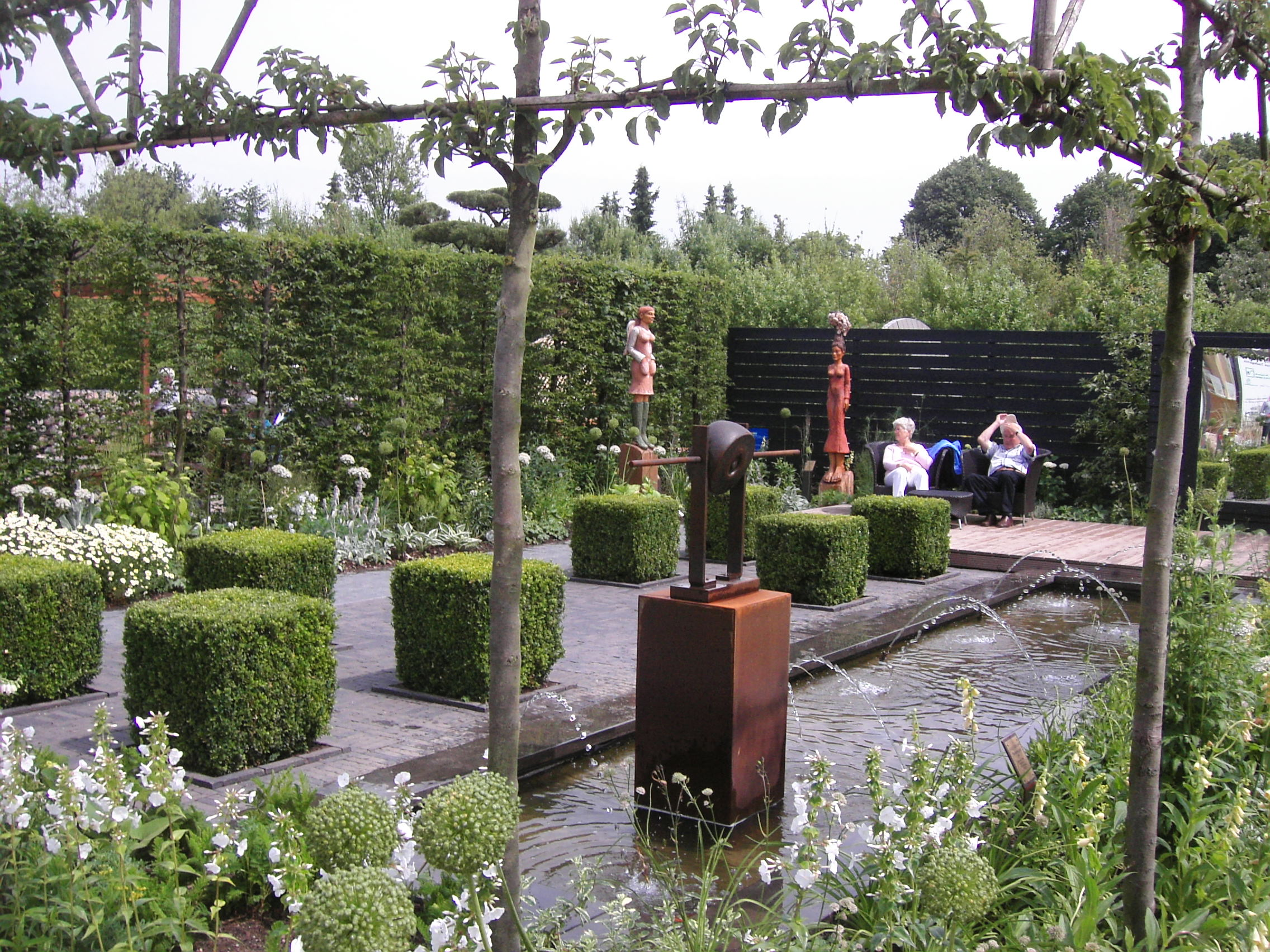
Beispiel der Themengärten für die Landesgartenschau 2008
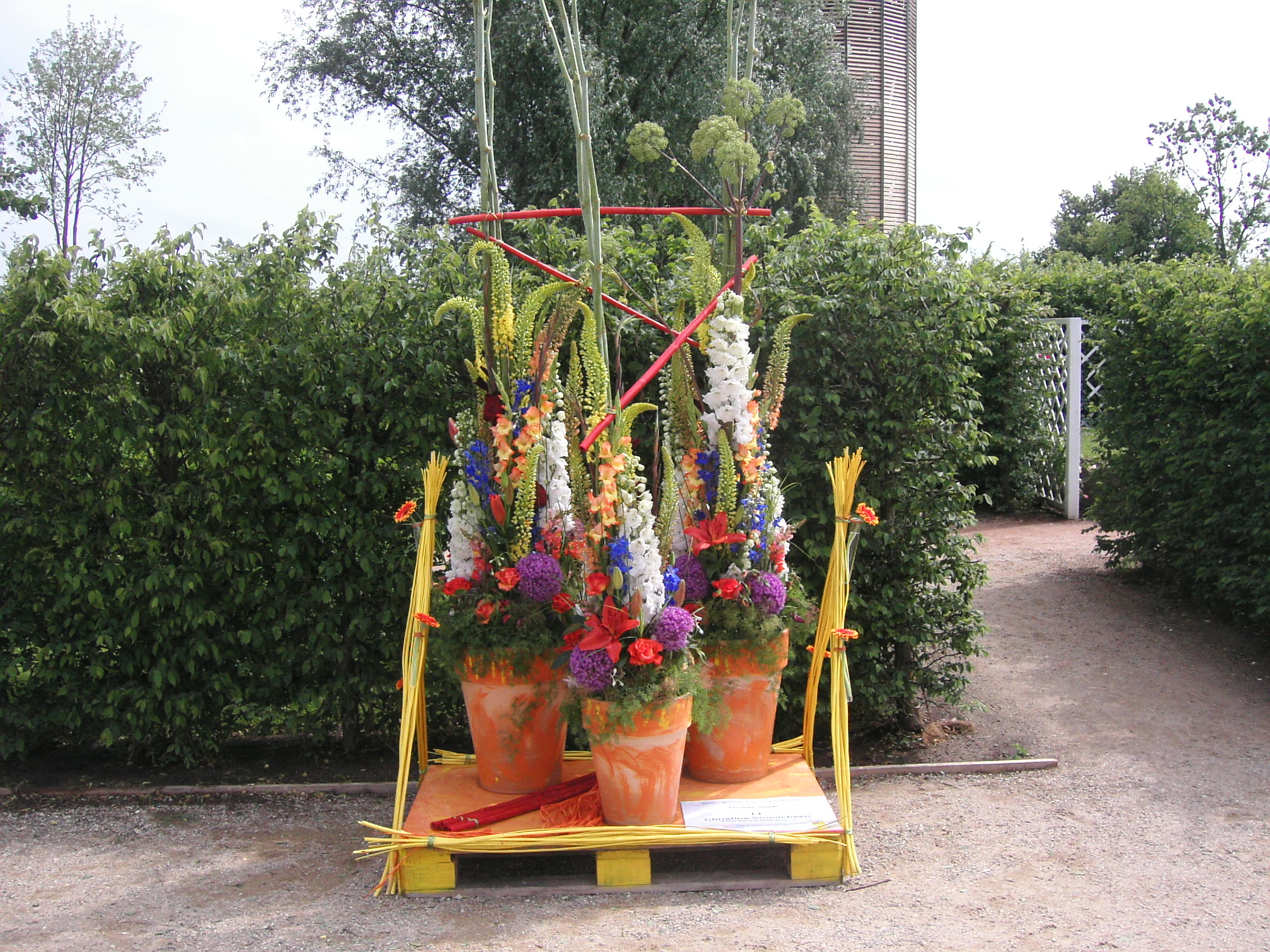
Beispiel der Floralen Objekte für die Landesgartenschau 2008